# Mani Acili Glabrió (tribú)
Mani Acili Glabrió (llatí: Manius Acilius Glabrio) va ser un magistrat romà.
Va ser tribú de la plebs, però no se sap en quina data. Va fer aprovar la llei Acilia de Repetundis que incloïa la prohibició d’ampliatio i comperendinatio. Valeri Màxim menciona una Lex Cecília, que segurament s'ha d'interpretar com a Lex Acilia.